# Jeffrey Jendryk
Jeffrey Jendryk (ur. 15 września 1995 w Wheaton) – amerykański siatkarz, reprezentant kraju, grający na pozycji środkowego.

## Sukcesy klubowe
Liga niemiecka:
- 2019, 2022[6]

Superpuchar Niemiec:
- 2019, 2021

Puchar Niemiec:
- 2020

Puchar Turcji:
- 2025[7]

Liga turecka:
- 2025[8]

## Sukcesy reprezentacyjne
Mistrzostwa Ameryki Północnej, Środkowej i Karaibów Juniorów:
- 2014

Puchar Panamerykański Juniorów:
- 2015

Liga Narodów:
- 2019, 2022[9], 2023[10]
- 2018

Mistrzostwa Świata:
- 2018

Mistrzostwa Ameryki Północnej, Środkowej i Karaibów:
- 2023[11]
- 2019

Puchar Świata:
- 2019

Igrzyska Olimpijskie:
- 2024[12]

## Nagrody indywidualne
- 2019: Najlepszy środkowy Mistrzostw Ameryki Północnej, Środkowej i Karaibów